# Paint It, Black
Paint It Black är en låt av den brittiska rockgruppen The Rolling Stones från 1966. Låten är skriven av Mick Jagger och Keith Richards, men Brian Jones bidrog till signaturriffet, som spelades på sitar. Låten tog sig upp på förstaplatsen både på USA-listan och Storbritanniens singellista. Låten släpptes som singel den 7 maj 1966 i USA och i Storbritannien 13 maj och finns på den amerikanska versionen av albumet Aftermath. I Europa gjorde låten albumdebut på samlingsskivan Big Hits (High Tide and Green Grass).
År 2004 när musiktidskriften Rolling Stone utsåg de 500 bästa låtarna genom tiderna kom Paint It, Black på plats 174. Låten tilldelades 2018 Grammy Hall of Fame Award.
Låten spelas under eftertexterna till Stanley Kubricks film Full Metal Jacket (1987), samt till filmen Djävulens advokat (1997).
Låten spelas även i bakgrunden av trailern Seize Glory för spelet Call of duty: Black Ops 3 (2015) och i Twisted Metal Black (2001) för Playstation 2.
Ett stort antal artister har spelat in låten. Bland dessa kan nämnas The Standells (1966, albumet Dirty Water), Chris Farlowe (1968, singel), Eric Burdon & War (1971), och The Flamin' Groovies (1978, albumet Flamin' Groovies Now). En svensk version med en annan text släpptes den 19 mars 2013 i samband med supporterkampanjen "Paint It Black" som hade målet att locka publik till AIK:s premiärmatch på Friends Arena.

## Medverkande musiker
- Mick Jagger - sång
- Keith Richards - elgitarr, akustisk gitarr, sång
- Brian Jones - sitar
- Bill Wyman - bas, hammondorgel
- Charlie Watts- trummor
- Jack Nitzsche - piano

## Listplaceringar
| Lista (1966)   | Position              |
| -------------- | --------------------- |
| Finland        | 3                     |
| Flandern       | 3                     |
| Irland         | 2                     |
| Kanada         | 1 (RPM)               |
| Nederländerna  | 1                     |
| Norge          | 2 (VG-lista)          |
| Nya Zeeland    | 4 (NZ Listner)        |
| Spanien        | 4                     |
| Storbritannien | 1                     |
| Sverige        | 2 (Kvällstoppen)      |
| Sverige        | 2 (Tio i topp)        |
| USA            | 1 (Billboard Hot 100) |
| Vallonien      | 8                     |
| Västtyskland   | 1                     |
| Österrike      | 2                     |